# Pomatoschistus minutus
Pomatoschistus minutus é uma espécie de peixe pertencente à família Gobiidae.
A autoridade científica da espécie é Pallas, tendo sido descrita no ano de 1770.

## Portugal
Encontra-se presente em Portugal, onde é uma espécie nativa.
O seu nome comum é caboz-de-areia.

## Descrição
Trata-se de uma espécie de água salobra e marinha. Atinge os 7,5 cm de comprimento padrão, com base de indivíduos de sexo indeterminado.